# Юрек, Марек
Марек Юрек  (пол. Marek Jurek; 28 июня 1960, Гожув-Велькопольски, Любуское воеводство, Польша) — польский политик, историк, с октября 2005 по апрель 2007 года — маршал Сейма Польши, а также депутат Европейского парламента с 2014 года. До 2007 года состоял в партии Право и справедливость, в настоящее время является членом партии Правых Речи Посполитой.

## Биография
Марек Юрек родился 28 июня 1960 года в городе Гожув-Велькопольский, Любуского воеводства. Обучался в местной средней школе имени Тадеуша Костюшко. Поступил на исторический факультет Университета имени Адам Мицкевич в Познани. Темой его магистерской диссертации была — «Национализм и тоталитаризм. Сравнение Национальной партии и Национального радикального движения» (пол. Nacjonalizm i totalizm. Porównanie programów Stronnictwa Narodowego i Ruchu Narodowo-Radykalnego).
С 1978 года активист польского оппозиционного движения. В 1979 году стал соучредителем движения «Молодая Польша» и членом Национальной ассоциации независимых студентов (1981 год). В 80-е годы работал в редакциях «Политики польской» и эмигрантской периодики «Признаки времен». В период 1989—1993 годы и с 2001 года является депутатом Сейма Республики Польша. В 1991—1993 и 2004—2005 годах занимал пост заместителя Председателя Комитета по иностранным делам Сейма. В 1995—2001 годах Юрек был членом Национального совета по радиовещанию, а в 1995 году — его председателем. В 2005—2007 годах Маршал Сейма Республики Польша. В 2001 году вступил в партию «Право и справедливость», а с 2007 — «Правые Речи Посполитой».
В 2012 году Марек Юрек от имени партии «Правые Речи Посполитой» подписал соглашение о сотрудничестве с партией «Право и справедливость» и был включен в списки её списки. Во время проводившихся выборов в Европейский парламент он получил более 60 тысяч голосов избирателей в одном из районов Варшавы. С июля 2014 года Юрек является депутатом Европейского парламента.

### Политические взгляды
Марек Юрек занимает категорическую позицию в отношении программы планирования семьи, эвтаназии, абортов (без медицинского показания), оплодотворения «in vitro», легализации гомосексуальных отношений, применения напротехнологии (новый метод лечения бесплодия).

## Награды
- Орден Возрождения Польши (командирский крест) 2009 год;
- Медаль Памяти 13 января (Литва, 2006 год)[6]

## Публикации
- Jurek Marek. Dysydent w państwie POPiS. Dębogóra: 2008. ISBN 9788361374695
- Marek Jurek. Reakcja jest objawem życia: kroniki radiowe, 1999—2000. Christianitas (Poznań, Poland) 2008. ISBN 8388482459
- Full circle: a homecoming to free Poland. New York: Simon & Schuster 1997. ISBN 0-684-81102-2